# Rosa Calzecchi Onesti
Rosa Calzecchi Onesti (Milán, 17 de mayo de 1916–Ibidem, 7 de agosto de 2011) fue una traductora, profesora, helenista y latinista italiana. 
Conocida por las traducciones en prosa rítmica de la Ilíada (1950) y de la Odisea (1963), publicadas por la casa editora Einaudi, tradujo también la Eneida (aparecida en primer lugar a Milán, editada por el Istituto Editoriale Italiano y, después continuada por Einaudi), y numerosos otros textos del griego antiguo y del latín.

## Obras principales
Las muchas publicaciones de Rosa Calzecchi Onesti son consecuencia ya sea de su actividad de traductora como de su compromiso didáctico y de su militancia católica, pero el trabajo que le ha dado más fama ha sido la traducción de la Ilíada, realizada entre 1948 y 1950, en colaboración con Cesare Pavese.
Pavese, por su interés por la antropología y los mitos, quería hacer publicar por parte del editor Einaudi, de quién era colaborador, una traducción del poema homérico que reprodujera lo más posible el sabor del texto original. Se había dirigido, en primer lugar, a Mario Untersteiner, de quién había leído y con quién había discutido la Fisiología del mito, y Untersteiner le propuso su exestudiante, entonces profesora a Cesena. Las pruebas de traducción de Calzecchi gustaron a Pavese y empezó así una labor que se prolongó por dos años, a través de un extensa correspondencia (los dos no se encontraron nunca en persona) en que cada detalle de la traducción, del ritmo del verso a elegir cómo traducir los epítetos, de las estructuras sintácticas a disposición de las hablas, fue cuidadosamente debatido, a través de una revisión de Pavese sobre la labor de la traductora y las contrapropuestas de Calzecchi, a quienes el escritor dejó siempre la última decisión.
Cuando Pavese se mató, la tarea había acabado y ya se había iniciado, con la misma forma, la traducción de la Odisea, que Calzecchi acabó y Einaudi publicó.